# Unió-malom
Az Unió Gőzmalom Részvénytársaság gőzmalma, röviden csak Unió-malom egy nagy múltú budapesti élelmiszeripari üzem, gőzmalom volt.

## Története
Az 1800-as évek második felében bekövetkező nagyipari fejlődés során számos gőzmalom épült Budapest területén. Ezek közé tartozott az Unió Gőzmalom Részvénytársaság gőzmalma is. A létesítmény 1867-ben vagy 1868-ban épült fel a Visegrádi utca (5-7.) – Katona József utca (2.) – Kádár utca (9-13.) – Kresz Géza utca (2-10.) által határolt területen. Tervezője Wechselman Ignác volt. Az Unió Gőzmalom Rt. 1872 körül csődbe ment, 1876-ban csődeljárás keretében felszámolták. A malom tulajdonosa 1876-tól Haggenmacher Henrik volt.
A létesítmény 1921-ben részvénytársasági formában működött Haggenmacher Műmalom Rt. néven. Habár a társaság 1936-ig működött, az Unió-malmot már 1934-ben lebontották.
A malom egykori területén sokáig park volt, jóval a háború után egy OTP-ház épült itt a Visegrádi utcában és később az 1980-as években magas lakóházak. A malom telephelyének egy része az Elektromos Művek tulajdonába került, itt van ma az egyik ügyfélszolgálati iroda.